# کروخلیک
کروخلیک (به لهستانی:  Kruhlik) یک روستا در لهستان است که در گمینا ناروکا واقع شده‌است.